# Behave (band)
Behave is een zanggroep die in Nederland bekend werd van het Nationaal Songfestival 2006, waar zij als tweede eindigde. 

## Nationaal Songfestival
Behave wilde graag voor Nederland deelnemen aan het Eurovisiesongfestival 2006 in Athene, Griekenland. In de finale kreeg de groep uiteindelijk 15% van de stemmen met het liedje Heaven knows, en eindigden als tweede achter Treble, die Nederland dat jaar vertegenwoordigen.

## Bandleden
- Michiel Cremers - zang/gitaar
- Gerjan Schreuder - gitaar/zang
- Coen van Aalen - basgitaar tot 2004 (studio en vroege liveoptredens)
- Johan Jansen - drums tot 2004 (studio en vroege liveoptredens)
- Junior Vogel - basgitaar vanaf 2004
- Jeroen de Haan - drums vanaf 2004

### Singles
| Single met eventuele hitnotering(en) in de Nederlandse Top 40 | Datum van verschijnen | Datum van binnenkomst | Hoogste positie | Aantal weken | Opmerkingen |
| ------------------------------------------------------------- | --------------------- | --------------------- | --------------- | ------------ | ----------- |
| Heaven knows                                                  | 18-3-2006             | 29-3-2006             | 47              | 2            |             |